# Ćamil Sijarić
Ćamil Sijarić, né le 18 décembre 1913 à Šipovice, région de Sandjak au Royaume du Monténégro, et mort le 6 décembre 1989 à Sarajevo, est un écrivain d'origine bosniaque du Monténégro.

## Biographie
Il fréquente l'école primaire de Godijevo près de Bijelo Polje, puis, de 1927 jusqu'à 1935 la grande médersa du roi Alexandre à Skopje, d'où il est expulsé en raison d'activités politiques. Il poursuit ses études à Vranje et obtient son diplôme d'études secondaires en 1936. Puis il poursuit des études de droit à Belgrade. Il est diplômé en 1940, pendant la Seconde Guerre mondiale, et sert à Sarajevo, Mostar, Bosanska Gradiška et Banja Luka.Il poursuit son activité politique, participe à des manifestations et des grèves, et pendant ces années rencontre Sabina Fehimović, une étudiante de Mostar. Il lui dédie la chanson Breza, et l'épouse en 1941. Entre-temps, il publie des poèmes dans les magazines de Belgrade et de Sarajevo (Žena danas, Gajret, plus tard, après la guerre dans : Zora, Nova žena, Brazda, Oslobođenje) ,,.
Il est élu secrétaire de la Cour d'honneur nationale de Banja Luka en 1945, puis devient journaliste pour le journal "Glas" et dramaturge du Théâtre National de Banja Luka. Il s'installe à Sarajevo en 1947, où il travaille à la rédaction du journal "Pregled". En janvier 1948, en tant qu'employé du ministère de l'Éducation de la République socialiste de Bosnie-Herzégovine, il est mis à la disposition de la maison d'édition "Svjetlost". Il est ensuite membre du comité principal du Front populaire et de la rédaction de "Zadrugar". Il rejoint la section littéraire de Radio Sarajevo en 1951 et y reste jusqu'à sa retraite en 1983.
Ses œuvres ont été traduites en plusieurs langues, dont l'albanais, le russe, l'allemand, l'anglais et le français. Il a été membre de l'Académie monténégrine des sciences et des arts et de l'Académie des sciences et des arts de Bosnie-Herzégovine .
Sijarić périt dans un accident de voiture à Sarajevo en décembre 1989 .
Peu de temps avant sa mort, Sijarić écrit un poème intitulé  Znam  ( Je sais ), qui semble préfigurer sa propre mort:
| Znam | Je sais |
| --- | --- |
| Znam da se u ovu kasnu jesen U prekasnu jesen na Šipovicama šipci crvene. Da hoće vjetar bar malo – bar malo, njihove boje nanijeti na mene, na ruke, na lice – jer vidim da se ove jeseni posljednji put za mene crvene šipci iz Šipovica | Je sais qu'en cette fin d'automne, en cette très fin d'automne à Šipovice, les cynorrhodons rougissent. Si seulement le vent – ne serait-ce qu'un peu étalait leurs couleurs sur moi, sur mes mains, sur mon visage – Car je vois que cet automne les cynorrhodons à Šipovice rougira pour moi pour la dernière fois |

## Prix et distinctions
- 1953: nagrada Udruženja književnika BiH
- 1957: nagrada Udruženja književnika BiH
- 1968: 27- julska nagrada Bosne i Hercegovine
- 1980: Andrićeva nagrada